# Уотсон, Бэрри
Бэрри Уотсон (англ. Barry Watson, род. 23 апреля 1974) — американский актёр и модель.

## Жизнь и карьера
Майкл Барретт Уотсон родился в Траверс-Сити, штат Мичиган и возрасте восьми лет, его семья переехала в Даллас, штат Техас, где он начал свою карьеру модели. В 1990 году он получил роль в дневной мыльной опере «Дни нашей жизни», а в последующие годы начал изучать актёрскую профессию, периодически делая эпизодические появления в эпизодах таких сериалов как «Няня» и «Спасатели Малибу».
Уотсон добился наибольшей известности благодаря своей роли Мэттью Кэмдена, старшего сына персонажей Кэтрин Хикс и Стивена Коллинза в длительном сериале The WB «Седьмое небо», где он снимался с 1996 по 2002 год, и после возвращался к шоу в 2003—2005 годах. На волне успеха шоу, Уотсон снялся в нескольких подростковых фильмах: «Убить миссис Тингл» (1999), «Парни из женской общаги» (2002) и «Бугимен». В мае 2002 года ему был поставлен диагноз — Лимфома Ходжкина, после чего он покинул сериал в регулярном статусе, и вернулся в него спустя год.
Уотсон сыграл главную роль в сериале ABC «Что насчет Брайана» в 2006—2007 годах, шоу было закрыто после двух сезонов. Следом он снялся в ситкоме «Кто такая Саманта?», совместно с Кристиной Эпплгейт, также закрытом ABC после двух сезонов из-за низких рейтингов. В 2012 году он появился в финальном сезоне сериала The CW «Сплетница».
Уотсон был женат дважды, у него двое детей от второго брака с дизайнером Трейси Хатсон. С 2011 года он состоит в отношениях с дочерью Натали Вуд — Наташей Грегсон Вагнер, у них есть дочь, родившаяся в июне 2012 года.

## Фильмография

### Фильмы
| Год  | Название на русском       | Название на английском | Роль         | Примечания                                                                                 |
| ---- | ------------------------- | ---------------------- | ------------ | ------------------------------------------------------------------------------------------ |
| 1999 | Убить миссис Тингл        | Teaching Mrs. Tingle   | Люк Чорнер   | Номинация — MTV Movie Award за лучший поцелуй Номинация — Teen Choice Award за лучший дуэт |
| 2001 | Завтрак на обочине        | When Strangers Appear  | Джек Барретт |                                                                                            |
| 2001 | Одиннадцать друзей Оушена | Ocean’s Eleven         | Камео        |                                                                                            |
| 2002 | Парни из женской общаги   | Sorority Boys          | Дэйв / Дарси | Номинация — Teen Choice Award за лучшую мужскую роль в комедии                             |
| 2004 | Любовь на стороне         | Love on the Side       | Джефф Суини  |                                                                                            |
| 2005 | Бугимен                   | Boogeyman              | Тим          |                                                                                            |
| 2011 | Замок Меру                | The Chateau Meroux     | Крис         |                                                                                            |
| 2019 | Путь домой                | A Dog's Way Home       | Гэвин        |                                                                                            |

### Телевидение
| Год                        | Название на русском                   | Название на английском                  | Роль           | Примечания |
| -------------------------- | ------------------------------------- | --------------------------------------- | -------------- | --- |
| 1990                       | Дни нашей жизни                       | Days of Our Lives                       | Рэнди          | Дневная мыльная опера |
| 1993                       | Роковая ложь: Миссис Ли Харви Освальд | Fatal Deception: Mrs. Lee Harvey Oswald | Молодой парень | Телефильм |
| 1993                       | Атака 50-футовой женщины              | Attack of the 50 Ft. Woman              | Подросток      | Телефильм |
| 1994                       | Няня                                  | The Nanny                               | Грег           | Эпизод: «Everybody Needs a Bubby» |
| 1995                       | Сестра, сестра                        | Sister, Sister                          | Берни          | Эпизоды: «Thanksgiving in Hawaii: Part 1» и «Thanksgiving in Hawaii: Part 2» |
| 1996                       | Конец звонка                          | Co-ed Call Girl                         | Джек Коллинз   | Телефильм |
| 1996                       | Детектив Нэш Бриджес                  | Nash Bridges                            | Трент          | Эпизод: «Home Invasion» |
| 1996                       | Побережье Малибу                      | Malibu Shores                           | Сет            | 5 эпизодов |
| 1996-2002, 2003—2005, 2006 | Седьмое небо                          | 7th Heaven                              | Мэтт Камден    | Регулярная роль, 200 эпизодов Teen Choice Award за лучшую мужскую роль в драматическом сериале (2002) Номинация — Teen Choice Award за лучшую мужскую роль в драматическом сериале (1999, 2001) Номинация — Премия «Молодой актёр» за лучший актёрский состав (1999) |
| 2006-2007                  | Что насчет Брайана                    | What About Brian                        | Брайан Дэвис   | Регулярная роль, 25 эпизодов |
| 2007-2009                  | Кто такая Саманта?                    | Samantha Who?                           | Тодд Диплер    | Регулярная роль, 35 эпизодов Номинация — Teen Choice Award за лучшую мужскую роль в комедийном сериале (2008) |
| 2010                       | До смерти красива                     | Drop Dead Diva                          | Эван Роббинс   | Эпизод: «Good Grief» |
| 2011                       | Мой будущий бойфренд                  | My Future Boyfriend                     | Пэкс           | Телефильм |
| 2011                       |                                       | Rip City                                | Фрэнк          | Пилот |
| 2012                       | Поцелуй у озера                       | Kiss at Pine Lake                       | Люк            | Телефильм |
| 2012                       | Сплетница                             | Gossip Girl                             | Стивен Спенс   | 6 эпизодов |
| 2013                       | Уилфред                               | Wilfred                                 | Майкл          | Эпизод: «Suspicion» |
| 2014                       | Далеко от дома                        | Far from Home                           | Николас Белл   | Телефильм |